# Texa
Ne doit pas être confondu avec Texas.
Texa est une île du Royaume-Uni située en Écosse.